# Thúry de Közép-Thúri
Das Adelsgeschlecht Thúry de Közép-Thúri ist ein ungarisches Uradelsgeschlecht, das aus dem Komitat Hont stammt. Das Geschlecht war sehr angesehen, was auch die Habsburger schätzten.

## Geschichte

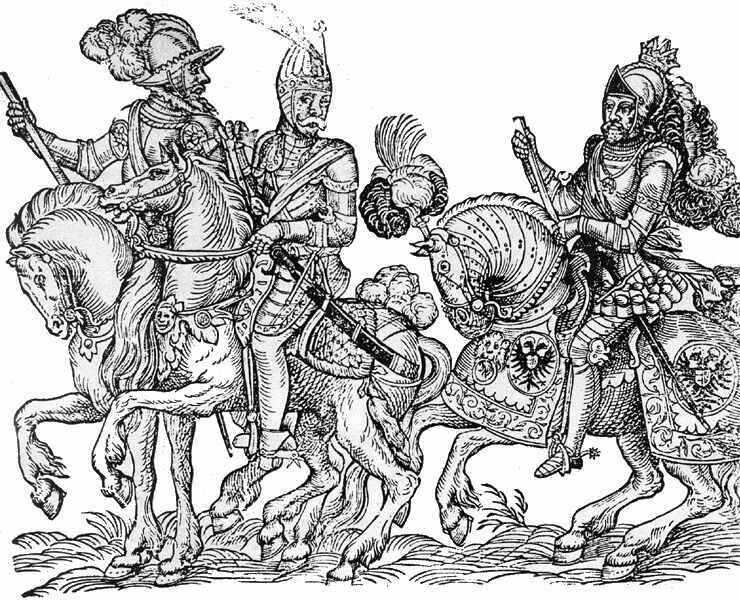
Auf der linken Seite ist Lazarus von Schwendi, Reichsfreiherr von Hohenlandsberg, in der Mitte ist Georgius Thúry de Közép-Thúri und auf der rechten Seite ist Kaiser Maximilian II.

Dieses Geschlecht wurde ungefähr 1390 unter dem Namen Joannes de Thur urkundlich erwähnt und war königlicher Botschafter. Die Familie besaß die Herrschaft in Dolné Turovce, Horné Turovce und Veľké Turovce. Das Geschlecht konnte sich sehr rasch politisch und militärisch etablieren.
Dies zeigt auch: Als die gräfliche Linie der Familie Dalmady de Dalmad langsam ausstarb, adoptierte Ilonas Dalmady de Dalmads Bruder Gregorius Michael de Kis-Thur. Somit konnte Michael auch den Titel de Dalmad nutzen und war somit auch ein Mitbesitzer der Herrschaft Domadice.
Der politische und militärische Höhepunkt der Familie gelang 1540 mit Georgius Thúry de Közép-Thúri, welcher ein militärisches Genie im Kampf gegen das Osmanische Reich war.
Dieses Geschlecht vermählte sich mit Adelsfamilien wie Dalmady, Zichy, Pomothy, Hathalmy, Palasthy, Elephanthy und Konkoly.

## Bekannte Mitglieder
- Georgius Thúry de Közép-Thúri (1519–1571), ungarischer el Cid und Nationalheld
- Michael Thúry de Kis-Thur et Dalmad (1390–1440), Landherr
- Martin Thúry de Közép-Thúri, Kapitän von Komárno

## Genealogie
- N
  - Emericus
  - Michael, ⚭ Ilona Dalmady de Dalmad
    - Nicolaus, ⚭ Anna Jakchy de Kusalyi
      - Margit, ⚭ I. Peter Horhy de Horhi, II. Ladislaus Pomothy de Horhi et Unatényi
      - Sophia, ⚭ I. Joannes Horvath, II. Andreas Daraszy, III. Michael Tarrody de Tarródi és Német-Szecsődi
      - Anna

## Wappen
In gespaltenem Schilde zwei pfahlweise gestellte Krebse, der vordere mit den Scheren nach abwärts und hintere mit den Scheren nach aufwärts.
Kleinod: Drei Straußenfedern